# Demeure de la Cossonnerie
Maison russe
La demeure (ou château) de la Cossonnerie, également connue sous le nom de Maison russe de Sainte-Geneviève-des-Bois, est une ancienne demeure bourgeoise transformée en maison de retraite pour réfugiés Russes blancs en 1927. 
Construite au XVIIIe siècle sur l'emplacement d'une ancienne ferme, la demeure de la Cossonnerie est acquise par le baron Fain durant le Premier Empire. Achetée par Dorothy Paget en 1926, la demeure est transformée en maison de retraite pour réfugiés russes blancs par la princesse Vera Mestchersky.

## Histoire
Construite au XVIIIe siècle sur l'emplacement d'une ancienne ferme, la demeure de la Cossonnerie subit d'importants remaniements au XIXe siècle. Sous l'Empire, elle est acquise par le baron Fain, secrétaire personnel de l'empereur Napoléon Ier. 
En 1926, lady Dorothy Paget rachète la Cossonnerie dans le but d'en faire une maison de retraite destinée à accueillir des réfugiés Russes blancs âgés. Placé sous la direction de son amie, la princesse Vera Mestchersky, l'établissement est baptisé « la Maison Russe ». Inauguré en 1927, il accueille essentiellement des membres de l'aristocratie et de l'ancienne classe dirigeante russes. Au fil des années, un cimetière et une église orthodoxe sont aménagés non loin de la demeure pour accueillir les pensionnaires décédés ainsi que d'autres personnalités de l'émigration.
À la fin des années 1960, l'écrivain russe Alexandre Soljenitsyne effectue un séjour à la Maison russe pour y interroger un résident pour son livre Août 1914.
En 1995, la maison de retraite est largement rénovée et des bâtiments modernes sont ajoutés aux anciens.
En 2012, les façades, les toitures, les deux chapelles intérieures et le parc de la demeure sont inscrits aux monuments historiques.
En 2015, la Russie alloue à la Maison russe une somme de 700 000 euros pour créer un centre d'archives de l'immigration russe. Il est inauguré l'année suivante par l'ambassadeur Alexandre Orlov et l'ancien ministre de la Culture Frédéric Mitterrand.

## Liste des directeurs de la Maison russe
- Vera Mestchersky (née Vera von Struve)
- Antoinette Mestchersky (née Antoinette de Guéhéneuc de Boishue)
- Nicolas de Guéhéneuc de Boishue (fils de Jean de Guéhéneuc de Boishue et petit-fils d'Antoinette Mestchersky)

## Documentaire historique
L'histoire de la Maison russe est relatée dans le cinquième épisode (« L'autre Russie ») des Mémoires d'exil de Frédéric Mitterrand (1999).

## Presse en ligne
- « À Sainte-Geneviève-des-Bois, les archives russes s'offrent un nouvel écrin », Le Parisien,‎ 24 septembre 2015 (lire en ligne).
- Olivier Bertrand, « L'ultime datcha de la cour de Nicolas II. À Sainte-Geneviève-des-Bois, une maison de retraite pour les derniers Russes blancs. », Libération,‎ 8 septembre 1995 (lire en ligne).
- Thomas Lepresle, « À Sainte-Geneviève, un petit coin de Russie », Le Parisien,‎ 20 mai 2005 (lire en ligne).